# Vehículo conectado
Un vehículo conectado o un coche conectado es un vehículo (principalmente un automóvil o automóvil de turismo) que está equipado con acceso a internet Y generalmente también a una red de área local inalámbrica o por satélite. Esto permite que el coche comparta el acceso a internet con otros dispositivos, tanto dentro como fuera del vehículo. A menudo, el coche está equipado también con tecnologías especiales que aprovechan el acceso a internet o a la LAN inalámbrica, y así brindan beneficios adicionales al conductor; ejemplos: notificación automática de accidentes, mapas en línea, notificación de exceso de velocidad etc.
Cada vez hay más coches conectados (coches eléctricos especialmente) que están aprovechando el incremento de teléfonos inteligentes y aplicaciones disponibles para interactuar con el coche desde cualquier distancia. Los usuarios pueden desbloquear sus coches, comprobar el estado de las baterías de coches eléctricos, buscar puntos de recarga, encontrar la ubicación del vehículo o activar remotamente el sistema de climatización antes de entrar al coche).
A pesar de diversos factores de mercado, hay barreras que han impedido un mayor avance del coche conectado en los últimos años. Una de ellas, es el hecho de que los clientes son reacios a pagar los costos adicionales asociados con la conectividad incrustada en el vehículo; y en su lugar prefieren utilizar sus teléfonos inteligentes como solución para sus necesidades de conectividad en el automóvil. Debido a esta barrera, es probable que los fabricantes de automóviles continúen a corto plazo con la estrategia de conectividad con móviles, en un esfuerzo por satisfacer la demanda de conectividad.

## Sistemas

### Marca
Se han creado sistemas para diversos fabricantes de coches. Audi y BMW son marcas pioneras en ofrecer conexión a Internet en sus modelos. Una visión general:
- Audi MMI
- Audi Connect
- BMW ConnectedDrive
- Chrysler UConnect
- Fiat CONNECT (desde 2000)
- Fiat Blue&Me
- Ford SYNC
- Ford Myford Touch
- Lexus Enform
- MINI Connected
- Tesla (navegador web completo en el salpicadero)
- Toyota Entune
- Toyota Monet
- Toyota G-Book and G-Book Mx

También hay otras marcas que tienen su propio sistema de coche conectado. Estos incluyen: Honda, Nissan, Mercedes, Renault, Citroën.
Ninguno de estos sistemas de fabricante ha obtenido un predominio generalizado.

### Cooperativos y generales
Con el fin de asegurar que cada sistema de cada fabricante de automóviles individuales puede cooperar entre sí, la Unión Europea ha iniciado el proyecto Cooperative Vehicle Infrastructure Systems (CVIS), es decir, Sistemas de Infraestructura de Vehículos Cooperativos.
Existen otros sistemas no ligados con algún fabricante de coches. Los sistemas externos permiten integrar todo tipo de modelos de automóviles y son independientes del fabricante de coche o del país. La mayoría de estos sistemas están disponible en todo el mundo. Un Resumen:
- AutoLinQ[4]
- Automatic
- Carvoyant
- Cloud your Car
- Ezway
- Launch Golo
- Greanroad
- Mavizontech
- Mojio
- Trax4you